# 宝胜
宝胜（或作升国，762年八月-763年四月）是唐朝时浙东起义首领袁晁所用的年号，共计8个月。

## 纪年
| 宝胜 | 元年  | 二年  |
| 公元 | 762年 | 763年 |
| 干支 | 壬寅  | 癸卯  |

## 參看
- 中国年号索引
- 同期存在的其他政权年号
  - 宝应（762年四月—763年六月）：唐代宗的年號
  - 显圣（761年三月-763年正月）：史朝义的年号
  - 天平寳字（757年八月十八日—765年一月七日）：奈良時代孝謙天皇、淳仁天皇、稱德天皇之年號
  - 大興（738年—794年）：渤海文王大欽茂之年號
  - 贊普鍾（752年—768年）：南詔領袖閣羅鳳之年號